# RK Borac Banja Luka
Rukometni klub Borac je rukometni klub iz Banje Luke. Utemeljen je 1950. godine. Dijelom je športskog društva Borac iz Banje Luke. Najuspješniji su bosanskohercegovački klub u povijesti, a osvajali su i naslov prvaka europe. Danas se natječe u Premijer rukometnoj ligi Bosne i Hercegovine. Domaće susrete igra u dvorani Borik. Klupske su boje crvena i plava.

## Povijest
Osnovan je 1950. godine. U početku je nosio ime Željezničar. Nakon dvije godine je pristupio Sportskom društvu Borac, čime je promijenio i ime.
Najuspješniji je rukometni klub iz BiH svih vremena. Klub je bio jednim od rijetkih rukometnih klubova koji nije nikad ispao iz 1. jugoslavenske lige kroz sve vrijeme njena postojanja, od 1957. do 1991. godine. Osim njega uspjelo je to samo Crvenoj zvezdi. Borčevi rukometaši su igrajući za Jugoslaviju osvojili 6 zlatnih olimpijskih odličja.
U međunarodnim klupskim natjecanjima su ušli u vječnost osvajanjem kupa europskih prvaka 1975./76., pobijedivši u završnici danskog predstavnika Fredericiju. Godinu prije ih je u završnici pobijedio istočnonjemački ASK iz Frankfurta na Odri. Novi veliki uspjeh je bio u godini raspada bivše Jugoslavije, 1990./1991., kad su pobijedili ruskog predstavnika CSKA iz Moskve. Borac je 7 puta osvojio jugoslavensko prvenstvo, a kup su osvojili 11 puta, 10 puta jugoslavenski i jednom bosanskohercegovački. Od 1993. do 2001. je igrao u najvišem razredu natjecanja Republike Srpske. Svih osam godina je bio prvak. Borac je dao poznate rukometaše i trenere. Abas Arslanagić je bio uvršten i u reprezentaciju svijeta.

## Uspjesi
- prvenstvo SFRJ: 7
  - 1959., 1960., 1973., 1974., 1975., 1976., 1981.
- kup SFRJ: 10
  - 1957., 1958., 1961., 1969., 1972., 1973., 1974., 1975., 1979., 1992.
- prvenstvo BiH: 5
  - 2013., 2014., 2015., 2017., 2020.
- kup BiH : 7
  - 2007., 2011., 2013., 2014., 2015., 2018., 2019.
- Kup europskih prvaka: 1
  - osvajač: 1975./76.
  - finalist: 1974./75.
- Kup EHF: 1
  - 1990./91.

Klub je 8 puta osvojio naslov prvaka Republike Srpske (1994., 1995., 1996., 1997., 1998., 1999., 2000. i 2001.) i 13 puta kup Republike Srpske (1993., 1994., 1995., 1997., 1998., 1999., 2000., 2001., 2009., 2010., 2012., 2013., 2018.).

## Poznati igrači i treneri
- Rudolf Abramović[1]
- Abas Arslanagić
- Zlatan Arnautović
- Mladen Bojinović
- Patrik Ćavar
- Nebojša Golić
- Božidar Jović
- Milorad Karalić
- Aleksandar Knežević
- Velimir Petković
- Nenad Popović
- Iztok Puc
- Zdravko Rađenović
- Zlatko Saračević
- Danijel Šarić
- Dobrivoje Selec
- Irfan Smajlagić
- Goran Stupar
- Dragan Marković

## Vanjske poveznice
- Službene klupske stranice  Arhivirana inačica izvorne stranice od 31. kolovoza 2009. (Wayback Machine)
- Portal športskog društva Borac  Arhivirana inačica izvorne stranice od 7. svibnja 2011. (Wayback Machine)